# 5-MeO-DMT

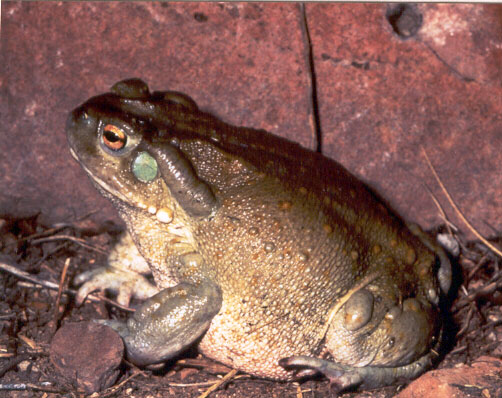
Ropucha koloradská při ohrožení 5-MeO-DMT vylučuje přes svoji kůži.

5-MeO-DMT (5-methoxy-N,N-dimethyltryptamin) je velmi silné psychedelikum. V přírodě se vyskytuje v malé míře v některých rostlinách, a v poměrně velké míře v jedu některých živočišných druhů, především určitých druhů ropuch. Tyto rostliny či živočichové zpravidla zároveň obsahují příbuznou látku – bufotenin, která kvůli kombinaci přispívá k poměrně specifickému psychedelickému zážitku. 
5-MeO-DMT je možno vyrobit synteticky, a vzhledem k relativní jednoduchosti reakce je tato metoda z důvodu zvyšující se celosvětové poptávky upřednostňována. Účinky 5-MeO-DMT jsou srovnatelné s účinky DMT, ale produkuje méně vizuálních halucinací. Časté jsou po požití pocity připomínající smrt, a prožívání specifického pocitu kompletní nicoty či prázdnoty. Způsob užití je podobný jako u DMT, ale čtyřikrát vyšší potence vyžaduje pro dosažení srovnatelného zážitku odpovídající, tedy čtyřikrát menší množství.[zdroj?]

## Účinky

### Psychické
- euforie
- katarze
- pocit jednoty – splynutí se vším
- úzkost
- změněné vnímání času
- znovuprožívání vzpomínek (tzv. flashbacky)
- ztráta ega
- ztráta vědomí
- zvýšená sebereflexe
- zvýšené prožívání emocí

### Fyzické
- citlivější hmat
- disorientace
- nevolnost
- obecně změněné vnímání těla
- odlišné vnímání gravitace
- pocit „vnitřního tlaku“
- rozšíření zornic
- samovolné pohyby
- stažení svalů
- třes
- ztráta koordinace
- zvracení
- zvýšené vnímání hmotnosti, „ztěžknutí“

## Výskyt
- Anadenanthera colubrina
- Anadenanthera falcata
- Anadenanthera peregrina
- Desmodium pulchellum
- Phalaris arundinacea var Turkey Red
- Ropucha coloradská
- Virola theiodora

## Terapeutické využití
5-MeO-DMT je mezi uživateli často užíván pro své antidepresivní a závislost potlačující účinky.
Současné výzkumy naznačují, že 5-MeO-DMT je schopen léčit závislost a depresi. Pokusem, který spočíval v aplikaci látky myši, došlo k omezení receptoru mGluR5 (ovlivňující závislost). Buňky, které přišly do styku s 5-MeO-DMT, vykázaly zvýšenou produkci integrinu. K tomu samému dochází u pacientů užívajících antidepresiva.

## Bezpečnost
Ačkoli toxicita 5-MeO-DMT není značná, kombinace ztráty vědomí se zvracením může být bez pomoci fatální.

### Legální:
- Kanada (pro osobní spotřebu)

### Dekriminalizováno:
- Argentina
- Arménie
- Česko
- Estonsko
- Chile
- Chorvatsko
- Itálie
- Kolumbie
- Kostarika
- Mexiko (de facto)
- Německo
- Nizozemí
- Norsko
- Paraguay
- Peru
- Polsko
- Portugalsko
- Rusko
- Španělsko
- Švýcarsko
- Uruguay
- USA (pouze Oakland, Kalifornie)

### Nelegální:
- Austrálie
- Brazilie
- Čína
- Finsko
- Litva
- Nizozemí
- Nový Zéland
- Rakousko
- Spojené království
- Švédsko
- Turecko
- Ukrajina
- USA (s výjimkou Oaklandu, Kalifornie)